# Anna Pavlova
Anna Matveyevna Pavlova (Russo: Анна Матвеевна Павлова [ˈanːə mɐtˈvʲe(j)ɪvnə ˈpavləvə]) (São Petersburgo, 31 de janeirojul./ 12 de fevereiro de 1881greg. – Haia, 23 de janeiro de 1931) foi uma bailarina russa.
De talento e carisma excepcionais, fascinou o mundo da dança no fim do século XIX e na primeira metade do século XX. Seu extraordinário talento e suas interpretações extremamente pessoais deram um novo sentido ao balé clássico. Ela era a artista principal do Ballet Imperial Russo e dos Ballets Russes de Sergei Diaghilev. Pavlova é mais reconhecida por sua criação do papel de A Morte do Cisne (The Dying Swan) e, com sua própria empresa, tornou-se a primeira bailarina a viajar pelo mundo, incluindo América do Sul, Índia e Austrália.

## Biografia

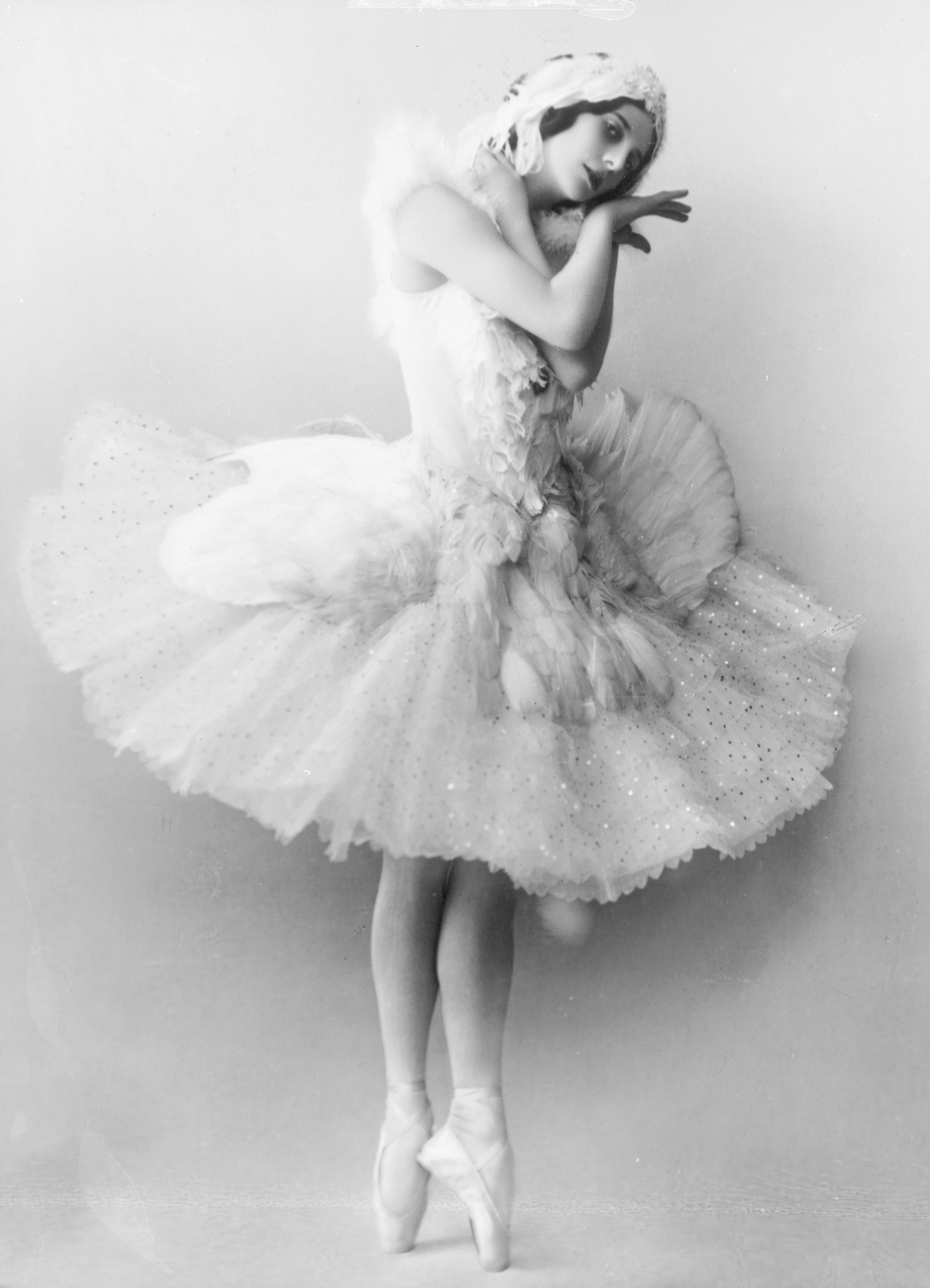
Anna Pavlova em "A Morte do Cisne"

Nascida de mãe solteira, no seio de uma família de camponeses pobres, não gostava de falar de seu pai, afirmando que ele morreu quando tinha dois anos de idade. Os historiadores afirmam que ele era um soldado judeu quando do seu nascimento e mais tarde um comerciante. Aos oito anos, como presente de aniversário, sua mãe a leva para assistir ao espetáculo de balé: "A Bela Adormecida" no teatro Mariinsky. Emocionou-se tanto, que decidiu a partir daquele dia se dedicar à dança.
Tentou então ingressar na Escola Imperial de Balé de São Petersburgo, mas foi rejeitada devido a sua tenra idade e baixa estatura. Em 1891, aos dez anos, conseguiu ingressar na academia. Desde cedo, revelou um grande talento para a dança clássica.

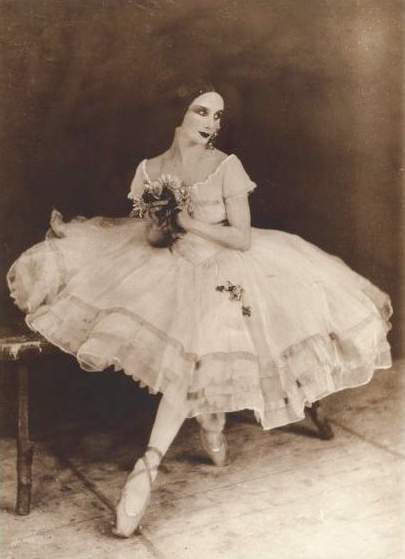
Anna Pavlova como Giselle, Ato I (ano 1901)

Em sua formação, teve aulas com os mais famosos professores da época: Pavel Gerdt, Christian Johansson, Ekaterina Vazem, Nikolai Legat.
Graduou-se em 1899 aos dezoito anos de idade. Em seguida, ingressou no corpo de balé do "Balé Imperial Russo" de São Petersburgo. Era o começo de sua carreira de sucesso. Seu palco nesta época era o teatro Mariinsky.
Carismática, caiu no gosto do Maestro Marius Ivanovich Petipa, galgando rapidamente posições de destaque entre as bailarinas: em 1902 era segunda solista; em 1905 "Première Danseuse" e finalmente em 1906 "Prima Ballerina".
No final do século XIX o ideal da bailarina era ter corpo compacto e musculoso, para poder atender aos requisitos de técnica e performance nas danças. Anna Pavlova mudou esta visão. Por sua figura feminina, graciosa e delicada e por seu modo personalíssimo de dançar (tinha um jeito especial de executar o "En Pointe", que na época causou polêmica, mas que com o passar do tempo tornou-se padrão), começou a ganhar destaque nos balés em que atuava e a arrebanhar fãs entusiastas. Para a legião de fãs ela era a Pavlovtzi.
Em 1908 estreou em Paris, no Théâtre du Châtelet, com o Ballets Russes de Serguei Diaghilev. De 1908 a 1911, apresentou-se com a companhia de Diaghilev, passando a dividir o seu tempo profissional entre as turnês e as apresentações no teatro Mariinsky.
Em 1913 larga o "Balé Imperial" e passa a se apresentar por sua própria conta, empresariada por Victor d'Andre.
Em 1914, no início da Primeira Guerra Mundial, ela deixou a Rússia definitivamente e se mudou para Londres, fixando residência na casa que adquirira em 1912, denominada "Ivy House".
Durante a guerra excursionou com frequência nos EUA e na América do Sul, tendo apresentado-se em 1918 no Teatro da Paz em Belém do Pará. Também esteve na Ásia, Oriente e África do Sul.
Dançou para reis, rainhas e imperadores de toda a Europa. Sarah Bernhardt e Isadora Duncan eram suas admiradoras.
Na década de 1920 apresenta-se no Teatro Municipal de São Paulo e no Teatro Municipal do Rio de Janeiro.
Em 1924, casa-se com Victor d'Andre, seu empresário.
No período de natal de 1930, Pavlova tira três semanas de descanso de uma turnê que realizava pela Europa. Na volta ao trabalho, próximo de Haia na Holanda, o trem em que estava foi obrigado a parar devido a um acidente ocorrido próximo à linha. Curiosa, desceu para ver o que havia acontecido vestindo roupas muito leves para o tempo que fazia (um fino casaco sobre uma camisola de seda) e caminhando pela neve. Dias mais tarde, é acometida de forte pneumonia. Após breve sofrimento, morre de pleuris no dia 23 de janeiro de 1931, no auge da fama e próximo de completar cinquenta anos. Segundo testemunhas, suas últimas palavras após pedir para que lhe preparassem o seu traje de "A Morte do Cisne" foi: "Execute o último compasso bem suave". 

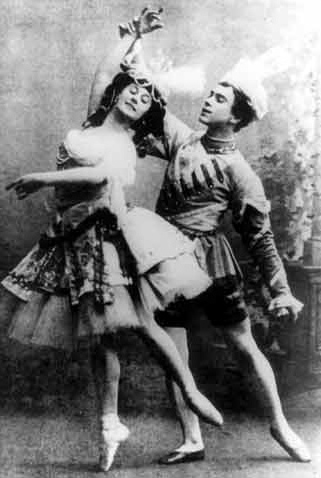
Vaslav Nijinsky e Anna Pavlova no Le Pavillon d'Armide (1909)

## A Bailarina
Após ser admitida no corpo de balé do "Balé Imperial Russo" de São Petersburgo, passa a galgar posições de destaque nos espetáculos do teatro Mariinsky muito rapidamente. Expressiva e carismática, conquistava grande legião de admiradores a cada espetáculo. Seu físico delicado e gracioso era bem apropriado para os papéis românticos dos balés, e isso foi percebido pelos coreógrafos. Seu primeiro sucesso e que passou a ser sua marca registrada, é o solo de "A Morte do Cisne", apresentada em 1905, no teatro Mariinsky, com música de Cammille Saint-Säens e coreografia de Mikhail Fokine. Também é sucesso em "Giselle" com música de Adolphe Adam e coreografia de Marius Petipa, apresentada em 1906 no mesmo teatro.
No dia 6 de janeiro de 1908, realiza o seu sonho de infância e dança no teatro Mariinsky, no papel de Princesa Aurora, o balé A Bela Adormecida pela primeira vez.
No Ballets Russes apresentou-se no teatro Chatelet, em Paris, em julho de 1909, tendo por parceiro o grande bailarino Vaslav Nijinsky no balé Les Sylphides. Também nesta temporada dança no balé Cleópatra, tendo como parceiro Mikhail Fokine.
Em fevereiro de 1910, apresenta-se no Metropolitan Opera House, em Nova Iorque, no balé Coppelia, tendo como parceiro Mikhail Mordkin. Era a primeira vez que se apresentava nos EUA.
Em 1911, apresentou-se pela última vez no Ballets Russes, desta vez em uma temporada em Londres. Mais uma vez teve como parceiro Vaslav Nijinky. Após esta temporada ela nunca mais dançaria com ele.
No dia 24 de fevereiro de 1913, ela apresentou-se pela última vez no teatro Mariinsky, no balé La Bayadere. 

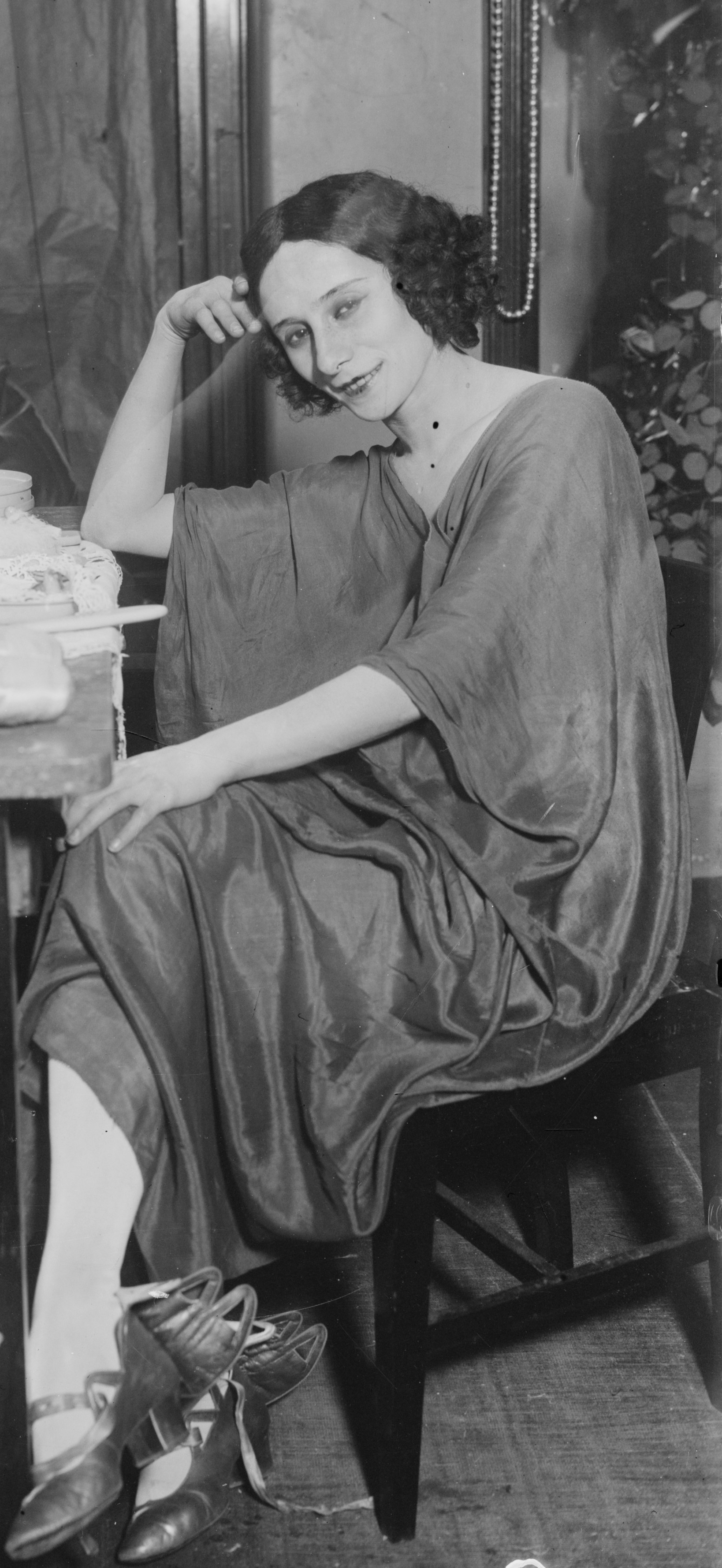
Pavlova em seu camarim

A partir de 1913, rompeu seu vínculo com o Imperial Ballet de São Petersburgo, e passou a excursionar pelo mundo com companhia própria até a sua morte em 1931.
Em suas idas ao Brasil, ela apresentou-se nestes grandes teatros: Teatro Municipal do Rio de Janeiro, Teatro Municipal de São Paulo e Theatro da Paz (Belém, Pará).
O seu repertório era clássico, convencional, mas gostava de incluir números de danças étnicas. Os seus excertos e adaptações dos balés clássicos encantavam as plateias para quem se apresentava.
Anna Pavlova, por meio de suas turnês ao redor do mundo, e também por sua figura carismática e singular, tornou o balé popular por onde passava, sendo responsável por inúmeras novas bailarinas; moças que após a verem dançar se decidiam a também fazê-lo.
Durante sua carreira, Anna Pavlova viajou cerca de quinhentas mil milhas, dançando em 3 650 espetáculos e participando de mais de dois mil ensaios.

## Frases
"Deus dá o talento, mas é o trabalho que transforma o talento em gênio."
"Embora alguém possa falhar em encontrar a felicidade na vida teatral, ninguém desiste depois de já ter uma vez provado de seus frutos."
"O sucesso depende em grande parte de iniciativa pessoal e esforço, e não pode ser adquirido exceto à força de trabalho."